# Pokertisch
Pokertische sind vor allem in Spielkasinos üblich, um das Kartenspiel Poker zu spielen. Es sind spezielle Tische mit einer Spielfläche aus Stoff. Ein Tisch ist meist für 10 Spieler und einen Croupier (beim Poker auch Dealer genannt) ausgelegt.

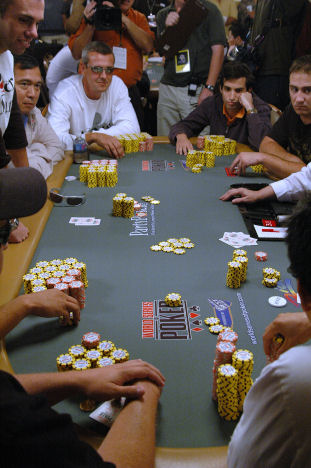
Tisch bei der World Series of Poker 2006

## Maße und Material
Ein Pokertisch ist meistens nur so groß, dass alle elf Personen relativ nah aneinander am Tisch sitzen können. Der Tisch hat eine ovale Form.
Die Spielfläche des Pokertisches ist üblicherweise, vor allem im professionellen Bereich, mit Friese überzogen. Im Hobby- und Privatbereich wird aus Kostengründen oft Filz verwendet. Die Spielfläche ist teilweise durch bestimmte Linien in Bereiche eingeteilt, um das Spielgeschehen übersichtlicher zu machen. Im professionellen Bereich, in Spielkasinos und vor allem bei Fernsehübertragungen gibt es solche Hilfen nicht; es sind oft die Logos des Kasinos, der Fernsehsendung und/oder der Sponsoren aufgedruckt. Die Spielfläche wird meistens von einer gepolsterten oder aus poliertem Holz gefertigten Armauflage umrandet.

## Kameras
Durch kleine, in die Tische integrierte Kameras (Hole cam oder Pocket cam) sind die Hole Cards (die Karten, die jeder teilnehmende Spieler zu Beginn einer jeden Runde verdeckt erhält) beim Ansehen des Spieles für Fernsehzuschauer sichtbar. Diese Möglichkeit wurde bekannt, als die Kameras das erste Mal Anfang des Jahres 1997 in der britischen Pokersendung Late Night Poker benutzt wurden. Weitreichende Bekanntheit und Akzeptanz erhielten die Kameras durch die Ausstrahlung der World Series of Poker 2002 und der World Poker Tour 2003.
Oft sind die Spieler vom Fernsehsender oder vom Veranstalter eines Turniers dazu verpflichtet, ihre Karten durch diese Möglichkeit preiszugeben. Nur noch vereinzelt kritisieren Spieler und Experten diese Kameras wegen der Möglichkeit des Betrugs.
Diese Übertragungstechnik hat zudem maßgeblich dazu beigetragen, dass Poker einen Boom erlebt hat.

### Varianten
Es wird zwischen drei Varianten an Tischkameras unterschieden:
- Vor jedem Spieler ist eine Glasplatte in die Spielfläche integriert. Unter dem Tisch sind Kameras, die durch das Glas die Karten zeigen. Diese Möglichkeit wird meist in Europa genutzt.
- Die Kameras sind an der Innenseite zwischen Armauflage und Spielfläche installiert. Dies wird unter anderem bei der World Series of Poker und der World Poker Tour genutzt.
- Die Karten werden in sog. Pokertronic Kartentaschen geschoben und von unten abfotografiert. Diese Anordnung ist zur softwaregesteuerten Erkennung notwendig, um Störeinflüsse durch starke Lichteinstrahlung auszuschließen. Diese Lösung wird hauptsächlich bei Live on tape und Live-Streaming Pokersendungen eingesetzt.

### Sicherheit
Damit ein Spieler oder anwesende Zuschauer durch eine Liveübertragung keine Informationen über die Karten erhalten können, müssen die Kommentatoren von den Spielern und den anwesenden Zuschauern getrennt sein. Zudem ist eine Sendeverzögerung von mehreren Minuten üblich, um zusätzliche Sicherheit zu gewährleisten.
Viele Turniere werden nicht live übertragen, sondern aufgezeichnet. In diesem Fall wird die Kommentation oft erst nach Ende einer Pokerpartie aufgenommen und zu dem Bildmaterial hinzugefügt, wenn die Kommentatoren freien Zugang zu den aufgenommenen Videos der Hole cards haben.
Nur sehr wenige Mitglieder einer Fernsehsendung haben während der Aufzeichnung Zugang zu den Bildern der Kameras. Die Räume, in denen das Bildmaterial ohne Verzögerung sichtbar ist und bearbeitet wird, sind grundsätzlich gut gesichert.